# Узбецький одяг
Узбецький одяг демонструє особливості культури, притаманні узбецьким традиціям, і формує одну з головних культурних граней цивілізації. Існує два основні стилі: традиційний, відомий як (узб. oʻzbek milliy liboslari) та західний, який охоплює все інше, що не визнається ні національним, ані одягом іншої країни. Традиційний чоловічий одяг складається з різних форм головних уборів, найчастіше тюбетейку, відому як доппі, довге пальто, що має назву чапан, сорочку, відому як яктак, традиційний пояс і вільні штани. Жінки зазвичай носять одяг, що закриває все тіло, яскраві сукні до колін і вільні штани, відомі як лозім, є найбільш поширеним вбранням. В особливих випадках чоловіки одягають рясно вишиті чопони (в деяких регіонах їх називають зарчопон), а жінки носять вишукані сукні з атласу та шовку, часто вишиті золотою ниткою, так званою зардоузі.х
Раніше узбеки майже щодня носили традиційний одяг. Після завоювання Росією Центральної Азії західний одяг і мода стали дедалі популярнішими, особливо серед молодого і більш обізнаного покоління. Якщо за радянських часів одяг узбеків, як правило, зосереджувався насамперед на утилітарній цінності та не зазнав впливу міжнародних тенденцій моди, то останнім часом більше уваги приділяється традиційним моделям. Проте зараз рідко хто носить традиційний одяг як повсякденний, особливо у великих містах, але доппі, чапани та жіночі сукні до колін залишаються популярними, особливо в сільській місцевості.

## Головний убір
Доппі — типовий головний убір узбеків. Доппі, зазвичай, квадратної форми із гострими краями, але стилі широко варіюються залежно від регіону. Спочатку доппі носили лише чоловіки, але з часом це стало поширеним і серед жінок. До інших традиційних головних уборів, які носять чоловіки, належать чугурма, ковпак, каракуль, а останнім часом — ісламська такія.
Хоча радянський уряд проводив широкомасштабну кампанію проти закритого одягу, починаючи з 1920-х років, чоловічим головним уборам приділялося значно менше уваги. Деякі етнічні партійні керівники та активісти носили традиційну чалму, тоді як інші носили лише костюми західного стилю. Деякі Джадиди підтримували носіння костюмів такого стилю як символ прогресу, тоді як інші вважали це формою русифікації.

## Чоловічий одяг
Чоловічий одяг значно змінився протягом часу. Традиційне вбрання складалося зі смугастого чапана і тюрбана. Історично склалося так, що чапани (в інших джерелах — халат) дарували як подарунки на знак вірності або схвалення. Серед узбеків досі поширена традиція дарувати вишукані чапани почесним гостям.
З часом стиль одягу змінився, оскільки штани з сорочками стали більш популярними. Доппі, найчастіше чорна шапка з білою вишивкою, значною мірою замінила тюрбан. У сучасному узбецькому стилі чоловіки зазвичай носять штани і сорочку західного зразка.

## Жіночий одяг
Жінки носили поза домом паранджу, яка покривала все тіло, з чачваном, зазвичай сплетеною з кінського волосу, що також закривала обличчя, але наприкінці 1930-х років її перестали носити в Узбекистані через худжум.  Хоч  і жінки в Узбекистані більше не носять паранджу, її іноді надягати під час похорону. Але жінки з Узбекистану в Афганістані все ще зазвичай одягають паранджу, коли виходять з дому.
У наш час  жінки часто носять яскраві сукні до колін, під які одягають вільні штани, відомі як іштон або лозім. Деякі узбечки почали носити хіджаб і сукні з довгими рукавами, але ця практика не є поширеною.

## Матеріали та методи виробництва
Не зважаючи на те, що виробництво бавовни з часом поступово скорочується, Узбекистан є одним з найбільших у світі виробників бавовни та шовку за обсягами. Протягом століть земля Узбекистану була невід'ємною частиною Шовкового шляху з торговельними центрами в Бухарі та Самарканді. Самарканд стало місцем призначення для виробників шовку з усієї області, що призвело до передачі різних візерунків і стилів ткацтва.